# كيفن بوس
كيفن بوس (بالإنجليزية: Kevin Boss)‏ هو لاعب كرة قدم أمريكية أمريكي، ولد في 11 يناير 1984 في كورفاليس في الولايات المتحدة.

## وصلات خارجية
- كيفن بوس على موقع مرجع كرة القدم المحترفة.كوم (الإنجليزية)